# إرنست جي. إيبرهارد
إرنست جي. إيبرهارد (بالألمانية: Ernst G. Eberhard)‏ هو عازف الأرغن ألماني، ولد في 30 مايو 1839 في هانوفر في ألمانيا، وتوفي في 16 يناير 1910 في نيويورك في الولايات المتحدة.